# Equipo de Atención Primaria
El Equipo de Atención Primaria (EAP) está formado por los profesionales que atienden en este nivel asistencial a la población. Forman parte de él los médicos de familia o de atención primaria, pediatras, enfermeras, matronas, farmacéuticos de atención primaria, trabajadores sociales, fisioterapeutas y personal de soporte administrativo. Aunque dicha configuración básica puede cambiar en cada país.
El equipo de atención primaria es la estructura humana que posibilita el funcionamiento de los centros de salud.